# ژولین اوفره دو لا متری
ژولین اوفره دو لا متری (به فرانسوی: Julien Offray de La Mettrie) پزشک و فیلسوف قرن هجدهم میلادی اهل فرانسه است. او یکی از اولین ماتریالیست های فرانسوی عصر روشنگری بود. همچنین او را یکی از تأثیرگذارترین جبرگرایان قرن هجدهم می دانند. او معتقد بود که فرآیندهای ذهنی توسط بدن ایجاد می شود. او این افکار را در مهم ترین اثر خود «انسان همچون یک ماشین» (Man a Machine, 1747) بیان کرد. در آنجا او این اعتقاد خود را به صراحت بیان کرد که بدن انسان مانند ماشین است.